# Квіритське право
Квіритське право — система найдавнішого римського права. Основним його джерелом були Закони XII таблиць. Назва «квіритське право» пов'язане з тим, що квіритами називали римських громадян. Пізніше квіритське право отримало назву цивільного права.
Квіритське право поклало кінець патріархальній будові сім'ї з безумовним пануванням господаря, в його рамках не було розвиненого права власності і визначалась тільки військово-громадська та релігійна діяльність вузького кола глав родів і сімей в традиціях, похідних ще з часів військової демократії влади вождів.
Квіритське право відокремлювало членів римської громади від НЕ римлян і носило становий характер навіть всередині Риму. У захисті майнових прав римських громадян досить відверто надавалась перевага імущим колам громади, що особливо яскраво виявлялося при заподіянні шкоди багатим. Воно було непридатне для регулювання відносин, що складалися між квіритами, з одного боку, і неквіритами — з іншого.